# 勒泰伊
勒泰伊（法語：Le Teil，法語發音：[lə tɛj]），法国东南部城市，奥弗涅-罗讷-阿尔卑斯大区阿尔代什省的一个市镇，隶属于普里瓦区，其市镇面积为26.6平方公里，2022年1月1日时人口数量为8,812人，在法国城市中排名第1,170位。
勒泰伊位于阿尔代什省东南部，罗讷河右岸，隔河与德龙省第二大城市蒙特利马尔相望。勒泰伊是蒙特利马尔的一个卫星城，两地间有公路桥连接。

## 地名来源

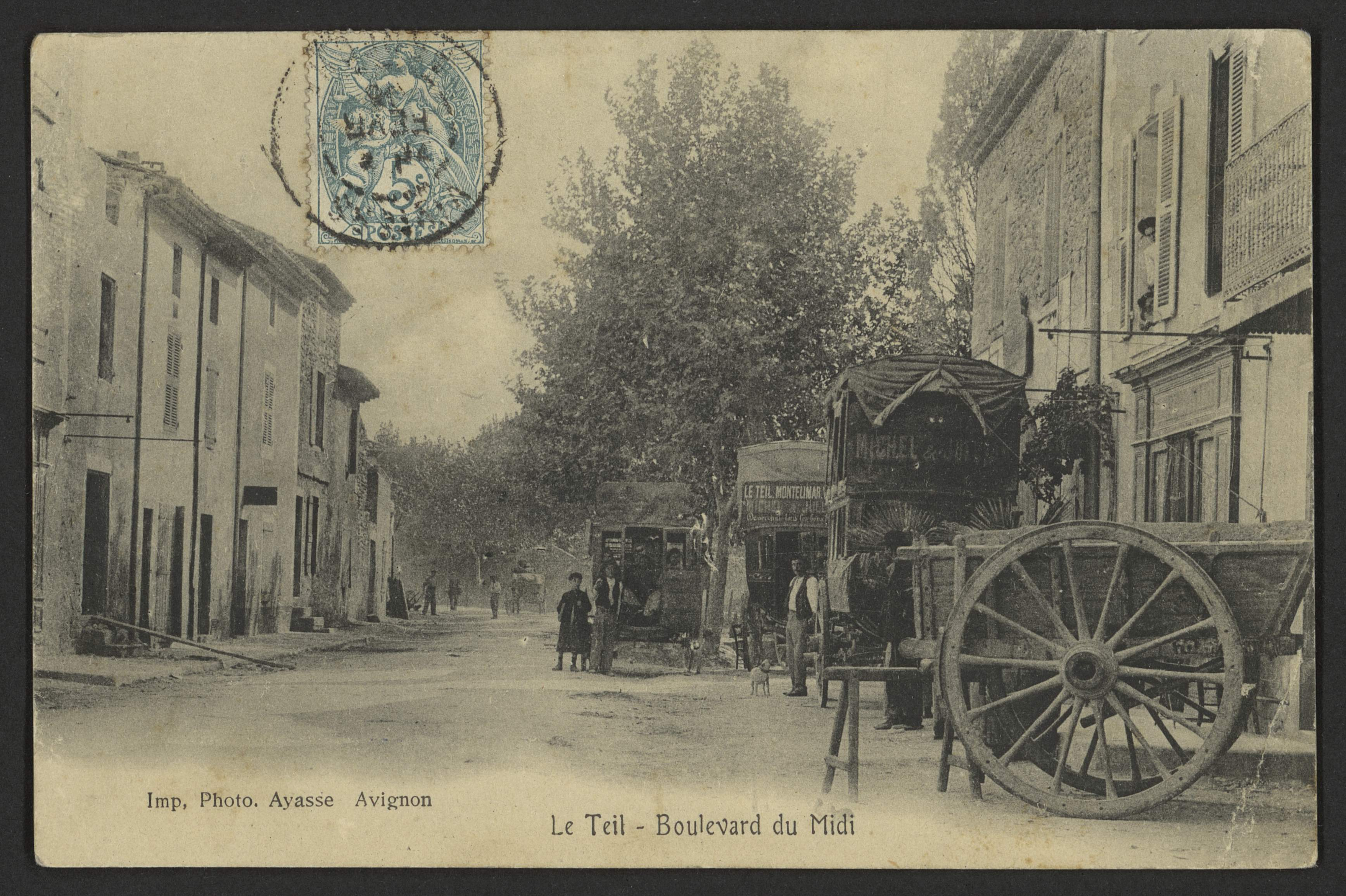
20世纪初的勒泰伊市区

“勒泰伊”一名最初于1248年以“Tilium”的形式被记载。
该地奥克语名称为“Lo Telh”，意为“椴树”，其与法语中意为“椴树”的“tilleul”同源。该市的徽章中间也是一棵椴树。

## 历史
勒泰伊始于13世纪修建的城堡，该城堡在1634年被黎塞留下令拆除。勒泰伊的港口曾是罗讷河上的一处重要的货物装卸节点。法国大革命后，勒泰伊成为阿尔代什省的一个市镇。工业革命期间，勒泰伊成为一个公路、铁路及水运枢纽，当地人口数量快速增加。首座横跨罗讷河的桥梁在19世纪末建成。1944年，联军曾联合活动于勒泰伊的抵抗运动社团，将勒泰伊作为重要据点，以进攻被纳粹德军攻占的蒙特利马尔。勒泰伊在2019年11月11日法国东南部的地震中受到了影响，多处房屋出现破损。

## 地理

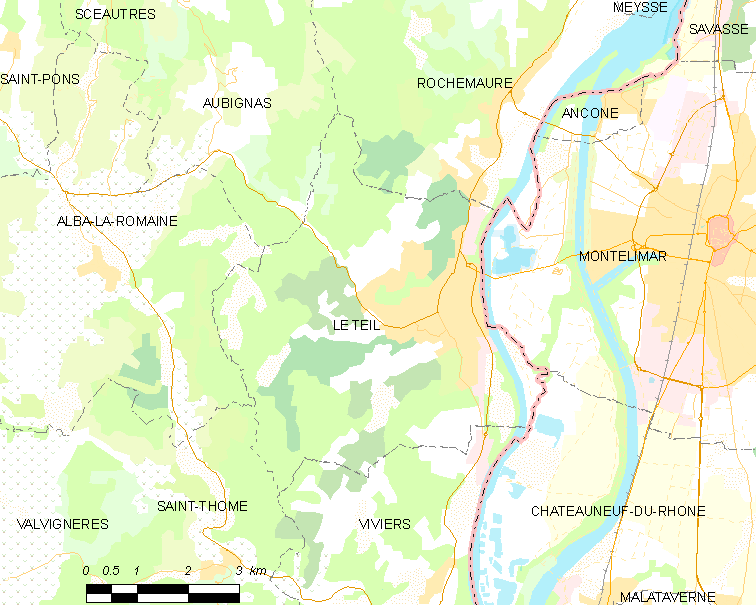
勒泰伊市镇范围地图

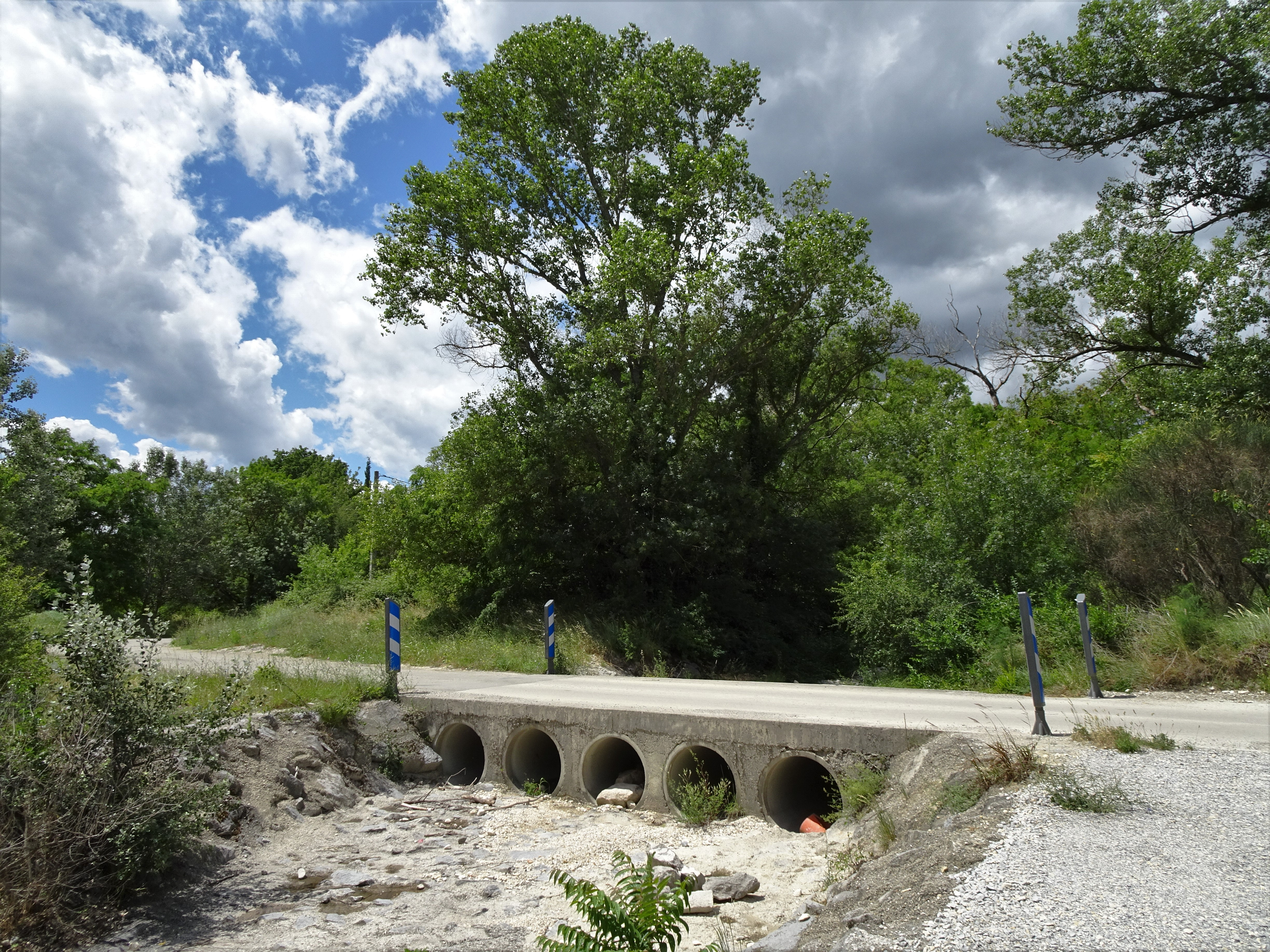
勒泰伊附近一处干涸的小溪

勒泰伊位于法国东南部，奥弗涅-罗讷-阿尔卑斯大区南部和阿尔代什省东部偏南，距离省会普里瓦大约33公里。与勒泰伊接壤的市镇包括：阿尔巴拉罗迈讷、欧比尼亚斯、罗什莫尔、圣托梅、维维耶、罗讷新堡、蒙特利馬爾。

### 地形
勒泰伊位于罗讷河谷右岸，境内以丘陵为主，市镇中心地势较为平坦，全境海拔在55到460米之间。

### 水文
罗讷河干流自北向南流经境内，该河是法国五大河流之一，另有弗拉约勒河（Le Frayol）及多处小溪在此注入罗讷河。

### 植被
勒泰伊属于温带落叶林区，林地广泛分布于市区西部的城堡山上。
在鲜花城市的评比中，勒泰伊暂未被评级。

### 气候
勒泰伊在柯本气候分类法中属于带有温带特征的地中海气候，当地秋冬季节受密史特拉风（Mistral）影响，常出现短时大风及强降雨天气。

## 行政区划
勒泰伊是法国奥弗涅-罗讷-阿尔卑斯大区阿尔代什省的一个市镇，编号为07319。勒泰伊隶属于普里瓦区，隶属于阿尔代什省第一选区，管理贝格-埃尔维县，同时也是阿尔代什-罗讷-夸龙市镇公共社区的组成部分。
勒泰伊境内有2个优先街区（ZUP）：城心（Cœur de ville）和南部未来（Sud avenir），实行公民自治制度（Conseil citoyen）。
法国国家统计与经济研究所（简称）在进行数据统计时，将勒泰伊及相邻的另外4个市镇设为蒙特利马尔城市核心区，并将包括核心区在内的周边共7个市镇划为蒙特利马尔城市区。自2020年起，蒙特利马尔城市区被包含45个市镇的蒙特利马尔城市辐射区代替。此外，还将勒泰伊市镇分为了3个“块区”（IRIS），以便于统计人口分布情况。

## 交通

### 公路
法国国道N102线以及多条阿尔代什省省道在勒泰伊境内交汇，奥弗涅-罗讷-阿尔卑斯大区下属的城际客运提供往返于欧布纳和蒙特利马尔之间的巴士线路，另有部分校车线路可前往周边市镇。
2017年，71.2%的勒泰伊家庭拥有至少一辆的私人汽车。2019年，勒泰伊境内共发生各类交通事故5起，造成9人受伤。

### 铁路
勒泰伊位于日沃尔－格勒藏铁路上，该铁路自1973年起停止常规客运服务。距离勒泰伊最近的运营中的铁路客运车站为蒙特利马尔站，位于蒙特利马尔市区，停靠往返于里昂和马赛一线的区域列车。

### 航空
距离勒泰伊最近的民用航空站为阿维尼翁机场，距离勒泰伊市中心的公路里程约91公里。

### 城市公共交通
勒泰伊暂无城市公共交通系统。

## 政治
勒泰伊的现任市长为奥利维耶·佩韦雷利先生（Olivier Pévérelli），他是社会党的一名成员，在2020年的市政选举中获得了64.1%的支持率。
在2017年的法国总统大选中，法国第25任总统埃马纽埃尔·马克龙在勒泰伊获得了51.77%的支持率。

## 人口
2018年，勒泰伊市镇人口数量为8,796，在法国排名第1,170位。其中男性4,182人，女性4,495人，75岁及以上人口占8.9%，外籍人口数量为1,859人，人口密度为331人/平方公里，当地居民被称为（男性）或（女性）。2019年，勒泰伊境内出生124人，死亡人口100人。
| 年份   | 1936  | 1946  | 1954  | 1962  | 1968  | 1975  | 1982  | 1990  | 1999  | 2006  | 2007  | 2008  | 2013  | 2018  |
| ------ | ----- | ----- | ----- | ----- | ----- | ----- | ----- | ----- | ----- | ----- | ----- | ----- | ----- | ----- |
| 人口數 | 8,029 | 8,043 | 8,071 | 8,236 | 8,588 | 8,143 | 8,089 | 7,779 | 7,999 | 7,953 | 7,941 | 7,929 | 8,292 | 8,796 |

## 经济
勒泰伊是一个区域性的中心城市，当地共有各类用人单位1,030家，平均历史为17年，其中99.31%为中小型企业（PME）。（化工产品销售）、（零售）及（短工中介）是当地2019年营业额最高的三个企业，分别为16,645,662欧元、14,260,356欧元和8,349,622欧元。

## 财政收入
2019年，勒泰伊的财政收入总额为10,073,500欧元，财政支出总额为9,100,910欧元，当年的债务总额为6,430,190欧元。2020年，勒泰伊共获得1,526,429欧元的国家财政补助，比上一年增加了0.02%。
2017年，勒泰伊的人均月收入总额为1,906欧元，其中高级职员为3,087欧元，低于法国平均水平（4,214欧元）；中级职员为2,254欧元，低于法国平均水平（2,353欧元）；普通职员为1,561欧元，亦低于法国平均水平（1,690欧元）。
2017年，勒泰伊境内的青壮年（15至64岁）失业率为20%，当地41.9%的家庭拥有纳税资格，平均纳税1,799欧元，低于法国平均水平（3,888欧元）。

## 社会事务

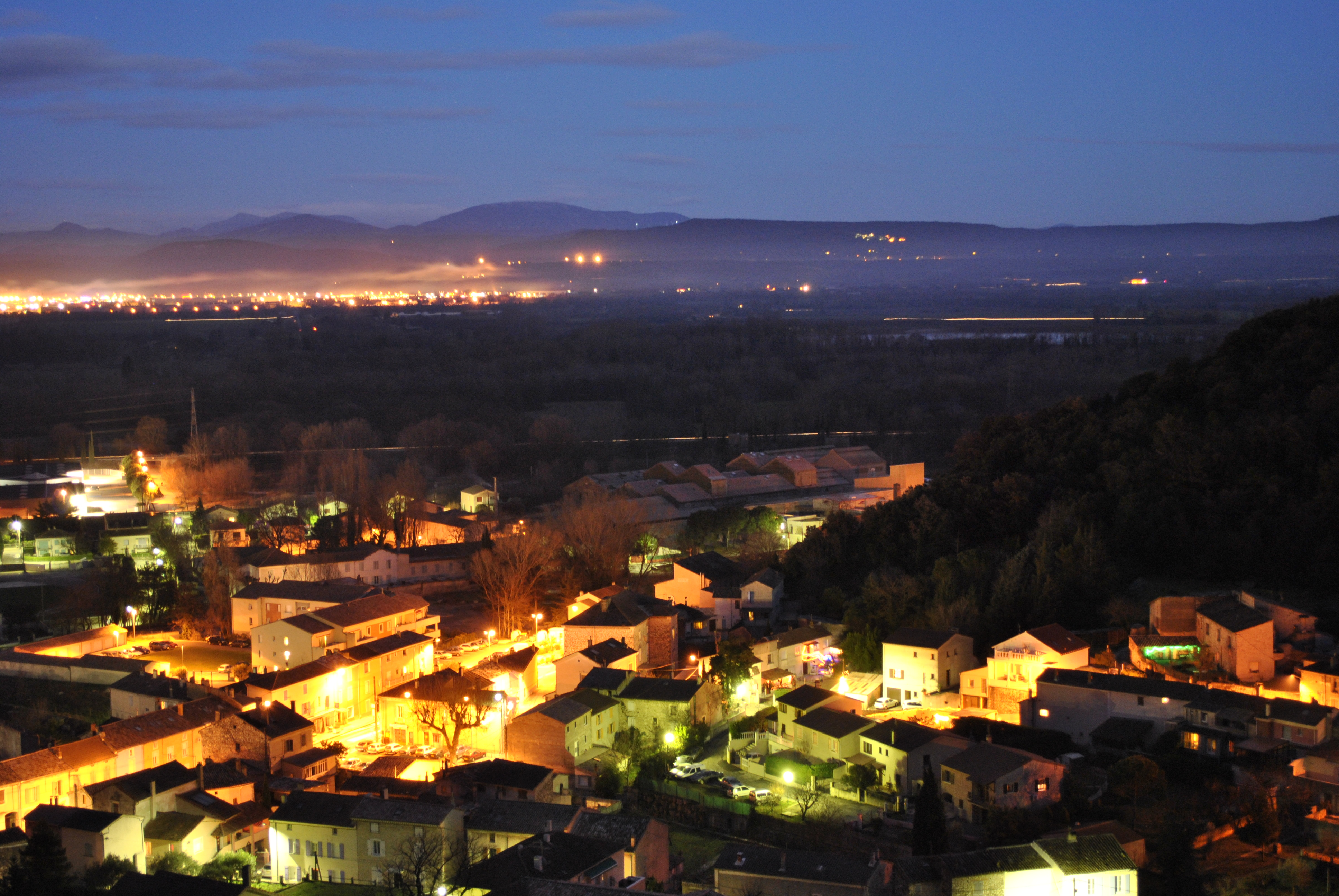
勒泰伊夜景

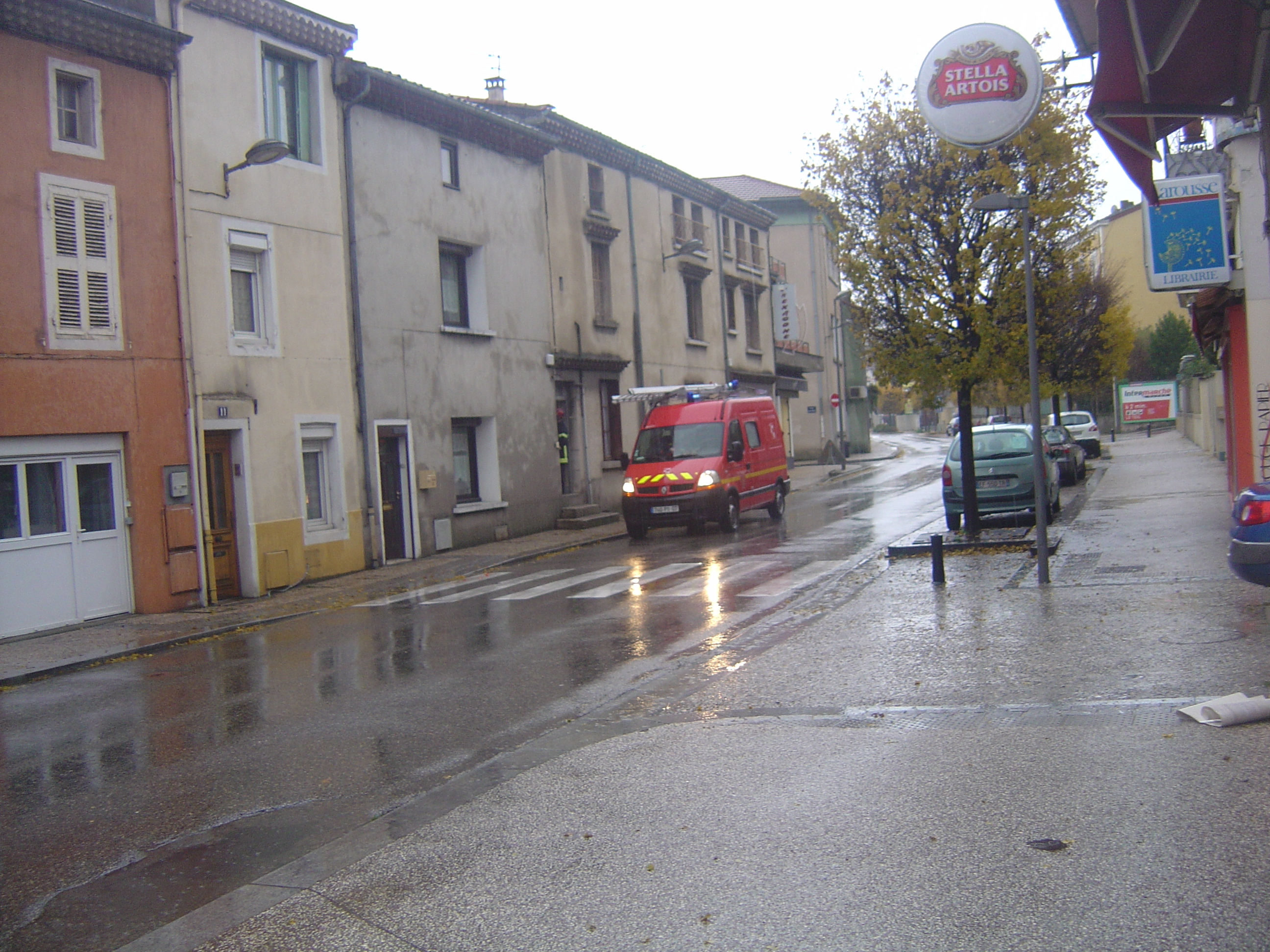
让·饶勒斯大道

### 教育
勒泰伊属于格勒诺布尔学区。截止2019年1月1日，勒泰伊境内共有4所幼儿园、6所小学、2所初级中学、1所普通高中和1所职业高中。2018至2019学年度，勒泰伊境内共有在校中等教育阶段学生1,429名。

### 医疗
截止2019年1月1日，勒泰伊境内共有全科医生7名、保健师12名、牙医7名、护士15名、眼科医生1名和助产士1名。境内共有药房3家、养老院1家、残疾人帮扶中心1家。
勒泰伊是南部阿尔代什省中心医院（Centre Hospitalier d'Ardèche Méridionale）的服务范围，后者是法国的一个区域性医疗机构，其主病区位于欧布纳，距离勒泰伊市区33公里，设有床位252个，是当地规模最大的公立综合性医院。除此之外，勒泰伊距离蒙特利马尔中心医院的车程在15分钟以内。

### 住房
2017年，勒泰伊境内共有各类住房4,680套，其中54.5%为独立式居民区，44.9%为集中式居民区。常住房屋占勒泰伊市镇范围内居民建筑总量的83.2%。
在住房保障政策方面，2017年，勒泰伊境内共有1,102户家庭获得了住房经济补助，受益人数占总人口数量的12.7%，其中1,014份为房租补助。

### 商业
2019年，勒泰伊境内共有各类实体商铺233家，其中餐厅30家、大型超市4家、杂货店1家、面包房10家、肉铺5家、书店4家、银行门店8家、美容美发店19家、汽车维修店16家。市区北部建有一家InterMarché大型超市。

### 体育
2019年，勒泰伊境内共有3间体育馆、3座综合体育场、7处网球场以及4处足球或橄榄球场。
勒泰伊梅拉斯未来俱乐部（Football Avenir Le Teil Mélas）是当地的一支足球队，因位于勒泰伊的梅拉斯街区而得名，2020至2021赛季参加地方性的足球联赛。

### 环境
勒泰伊的环境事务由其所属的公共社区负责。2019年，勒泰伊境内暂无污染企业。

### 治安
2019年，勒泰伊市镇范围内共有1处派出所和1处宪兵队。
2014年，勒泰伊及附近地区共发生各类案件2,756起，其中盗窃类案件1,608起，经济类案件299起，毒品交易类案件146起。

## 文化
2019年，勒泰伊境内有1家电影院。勒泰伊市政府提供多媒体中心，向公众全年开放。

### 建筑
勒泰伊境内有多处法国国家文物保护单位，其中梅拉斯圣艾蒂安教堂是当地的代表性建筑物。

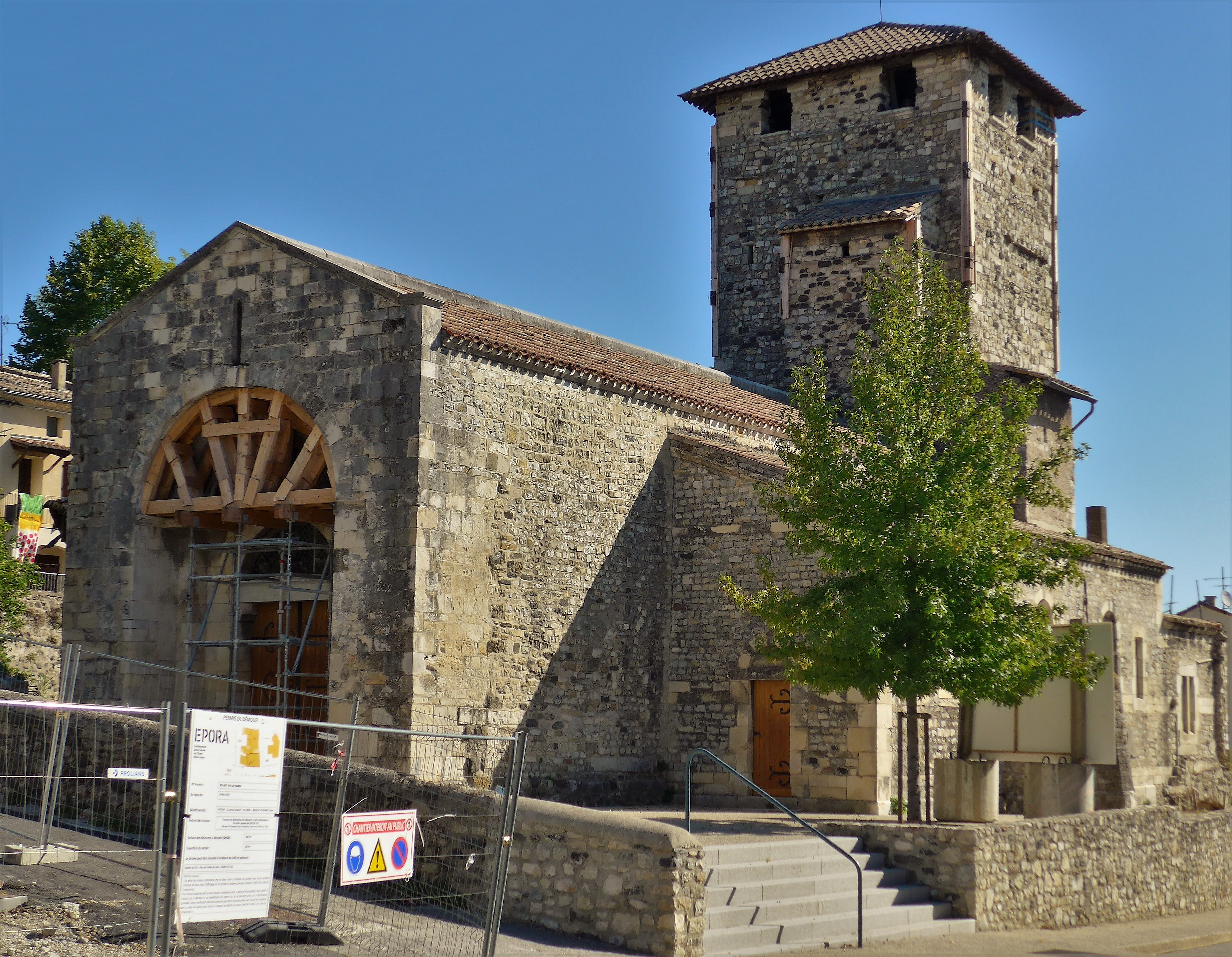
梅拉斯圣艾蒂安教堂（法语：Église Saint-Étienne de Mélas）
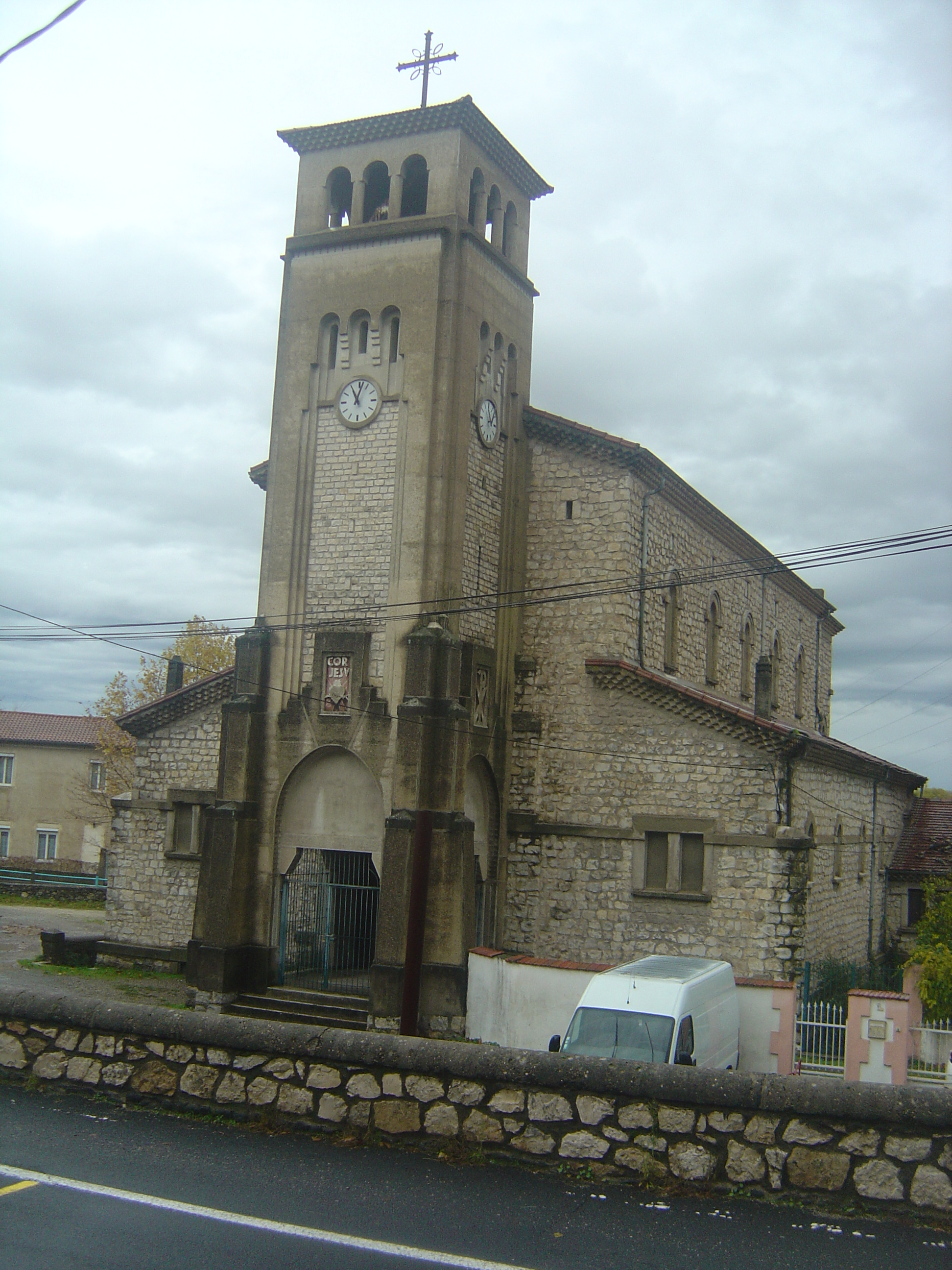
圣心教堂
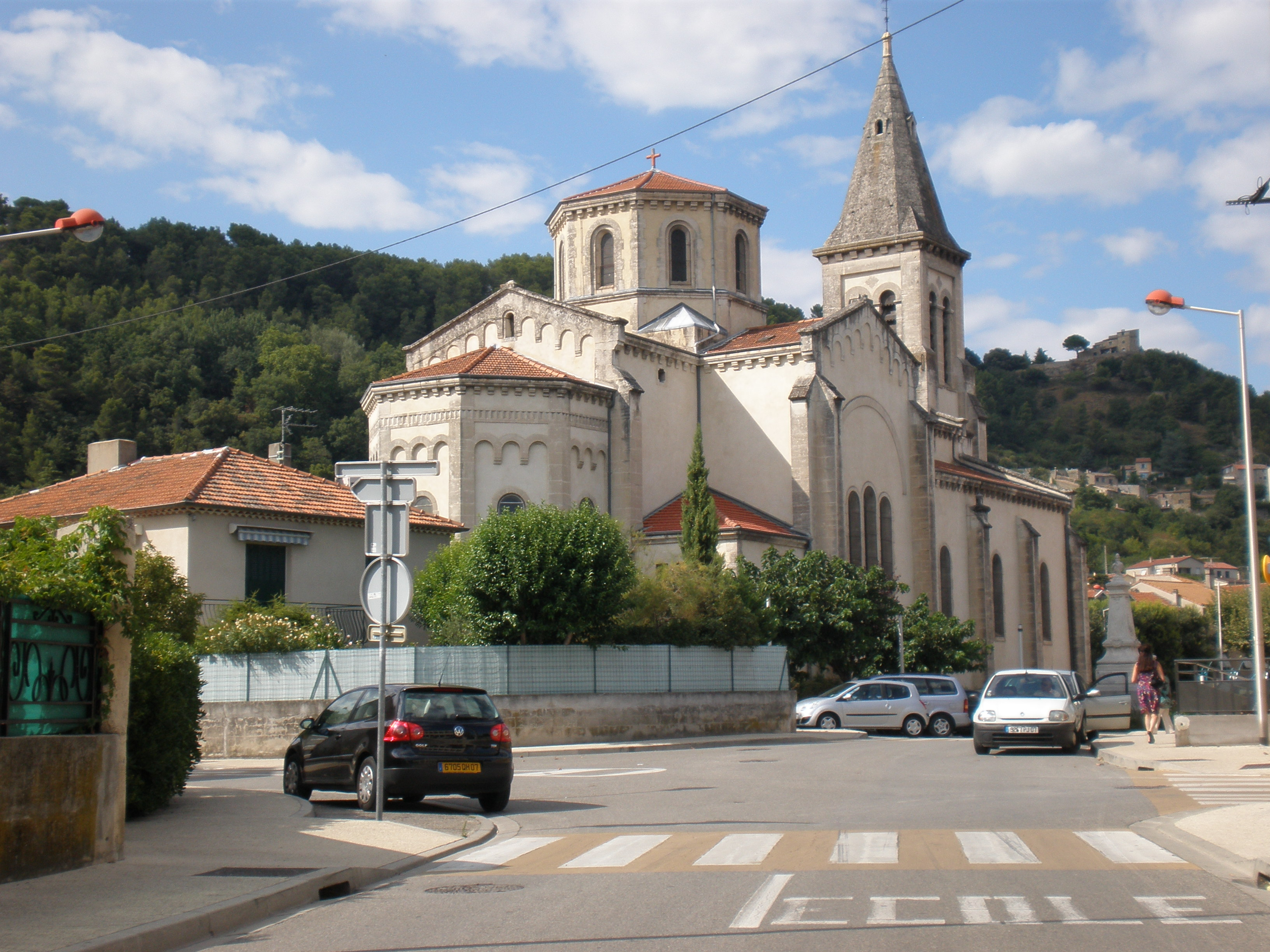
圣母教堂
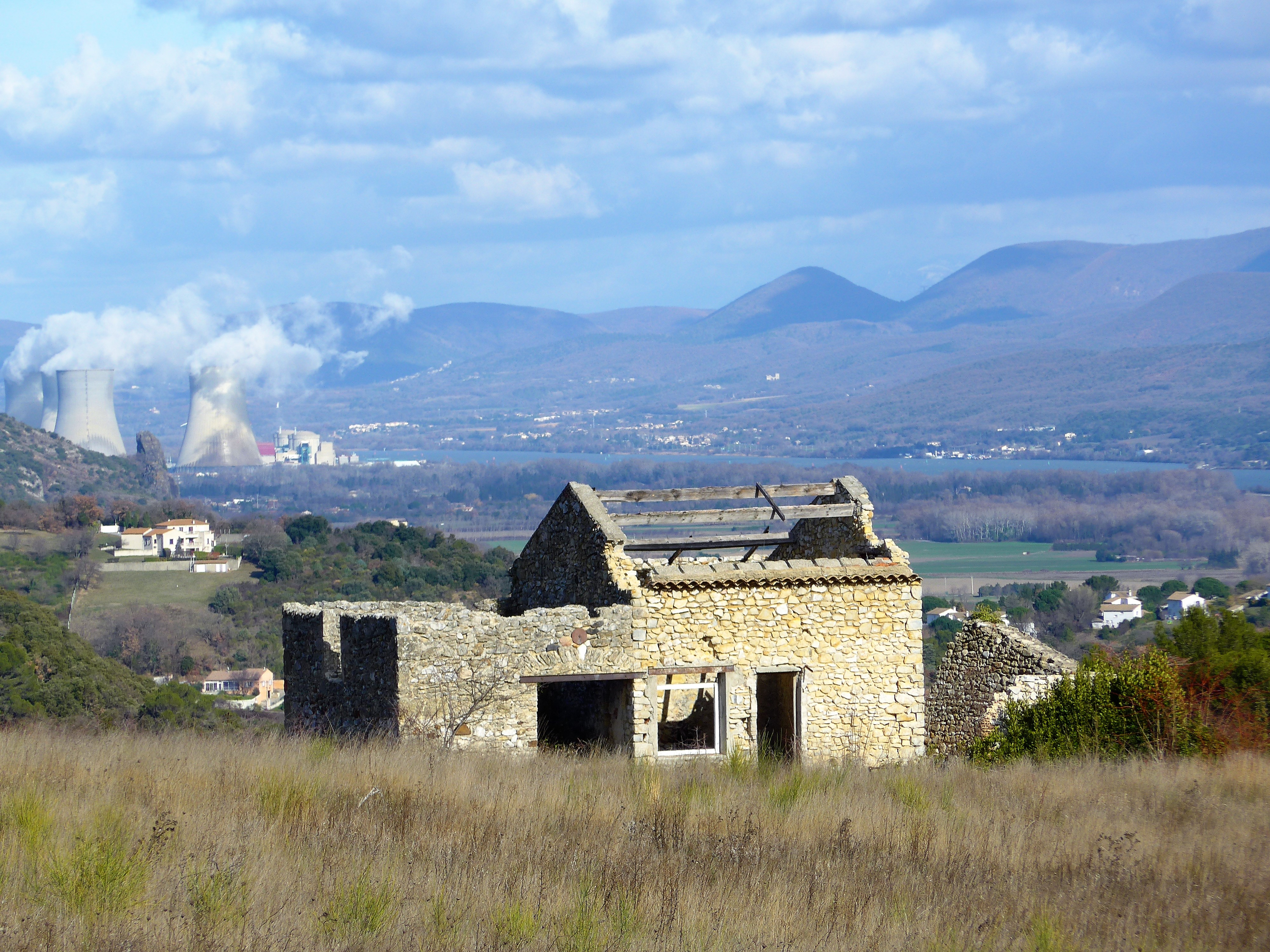
废弃的农舍

### 旅游
勒泰伊的旅游事务由其所属的公共社区负责。2020年，勒泰伊境内共有1家宾馆共计7间房间。

### 媒体
法国主要的媒体均可在勒泰伊接收，法国电视三台下属的奥弗涅-罗讷-阿尔卑斯大区频道在部分时段播出勒泰伊所属区域的地方新闻。

## 友好城市
截至2021年4月，勒泰伊共与两座城市互为友好城市关系：
- 德国 劳恩海姆
- 義大利 特罗法雷洛